# Procambarus pictus
Procambarus pictus, sometimes called the Black Creek crayfish or spotted royal crayfish, là một loài tôm sông trong họ Cambaridae. Nó là loài đặc hữu của Florida, nơi nó được tìm thấy ở Black Creek river system, the St. Johns River, and the upper Etoniah Creek.